# Hassi Gara
Hassi Gara (în arabă حاسي قارة) este o comună din provincia Ghardaïa, Algeria.
Populația comunei este de 17.801 locuitori (2008).